# Gavin Bazunu
Gavin Okeroghene Bazunu, född 20 februari 2002 i Dublin, är en irländsk fotbollsmålvakt som spelar för Southampton i Premier League.

## Klubbkarriär
Den 17 juni 2022 värvades Bazunu av Southampton, där han skrev på ett femårskontrakt. Han debuterade i Premier League den 6 augusti 2022 i en 4–1-förlust mot Tottenham Hotspur.

## Landslagskarriär
Bazunu debuterade för Irlands landslag den 27 mars 2021 i en 1–0-förlust mot Luxemburg.

## Privatliv
Bazunu växte upp i Dublin-förorten Firhouse. Han är av nigeriansk härkomst.